# Huaricolca
Huaricolca es una localidad andina ubicada en el departamento de Junín, Provincia de Tarma, distrito de Huaricolca. Además es capital del distrito homónimo, se encuentra a 3 784 m s. n. m.

## Etimología
Huaricolca en lengua originaria como el quechua posee varios términos: primera (Huari).- nombre de mujer que cuida el puquial, (Colca).- jefe de comarca Taruma. Segunda (Huari).- Abrigo rocoso donde nace un puquial, (Jolge, Qolque, Qollque o Qollqi).- Oro, plata o mina. Tercera (Huari).- cueva donde se encuentra la diosa piedra, (Colca).- granero o troje.

## Historia
La creación se dio mediante la Ley 13011 del 14 de junio de 1958.

## Población y división administrativa
en cuya localidad posee una población alrededor de 3 212 habitantes.